# Цецьоркі
Цецьоркі (пол. Cieciorki) — село в Польщі, у гміні Замбрув Замбровського повіту Підляського воєводства.
Населення — 376 осіб (2011).
У 1975-1998 роках село належало до Ломжинського воєводства.

## Демографія
Демографічна структура станом на 31 березня 2011 року:
|          | Загалом | Допрацездатний вік | Працездатний вік | Постпрацездатний вік |
| -------- | ------- | ------------------ | ---------------- | -------------------- |
| Чоловіки | 184     | 37                 | 126              | 21                   |
| Жінки    | 192     | 47                 | 106              | 39                   |
| Разом    | 376     | 84                 | 232              | 60                   |